# 冕宁杜鹃
冕宁杜鹃（学名：Rhododendron mianningense）为杜鹃花科杜鹃花属下的一个种。

## 扩展阅读
- 維基物種上的相關：冕宁杜鹃